# جیمز نلسون (بازیکن فوتبال اهل اسکاتلند)
جیمز نلسون (انگلیسی: James Nelson; ۷ ژانویهٔ ۱۹۰۱ – ۸ اکتبر ۱۹۶۵) بازیکن فوتبال اهل اسکاتلند بود.

## باشگاهی
از باشگاه‌هایی که در آن بازی کرده‌است می‌توان به باشگاه فوتبال کاردیف سیتی، باشگاه فوتبال نیوکاسل یونایتد و باشگاه فوتبال ساوتند یونایتد اشاره کرد.

## تیم ملی
وی همچنین در تیم ملی فوتبال اسکاتلند بازی کرده است.